# Burni Atu
Burni Atu är ett berg i Indonesien.   Det ligger i provinsen Sumatera Utara, i den västra delen av landet, 1 500 km nordväst om huvudstaden Jakarta. Toppen på Burni Atu är 1 189 meter över havet, eller 53 meter över den omgivande terrängen. Bredden vid basen är 1,00 km.
Terrängen runt Burni Atu är kuperad. Trakten runt Burni Atu är nära nog obefolkad, med mindre än två invånare per kvadratkilometer. I omgivningarna runt Burni Atu växer i huvudsak städsegrön lövskog.